# Кувін
Кувін (рум. Cuvin) — село у повіті Арад в Румунії. Входить до складу комуни Гіорок.
Село розташоване на відстані 401 км на північний захід від Бухареста, 21 км на схід від Арада, 53 км на північний схід від Тімішоари.

## Населення
За даними перепису населення 2002 року у селі проживали 1545 осіб.
Національний склад населення села:
| Національність | Кількість осіб | Відсоток |
| -------------- | -------------- | -------- |
| румуни         | 1499           | 97,0%    |
| угорці         | 22             | 1,4%     |
| українці       | 18             | 1,2%     |

Рідною мовою назвали:
| Мова       | Кількість осіб | Відсоток |
| ---------- | -------------- | -------- |
| румунська  | 1506           | 97,5%    |
| українська | 18             | 1,2%     |
| угорська   | 15             | 1,0%     |